# آدئوداتو لوپس
آدئوداتو لوپس (اسپانیایی: Adeodato López‎; ۱ فوریهٔ ۱۹۰۶ – ۴ مهٔ ۱۹۵۷) بازیکن فوتبال اهل مکزیک بود.
وی همچنین در تیم‌های ملی فوتبال مکزیک و زیر ۲۳ سال مکزیک بازی کرده‌است.